# Marmozets
Marmozets ist eine britische Rockband, deren Debütalbum The Weird and Wonderful Marmozets im Herbst 2014 erschien. Ihrer Musik werden Einflüsse aus Math-Rock, Post-Hardcore und Post-Punk zugerechnet.

## Bandgeschichte
Die Band formierte sich 2007 im englischen Bingley, West Yorkshire, aus den Geschwistern Becca (Gesang), Sam (Bass, Gitarre), und Josh Macintyre (Schlagzeug), sowie Jack Bottomley (Gitarre) und Joe Doherty (Gitarre), letzterer später abgelöst durch Will Bottomley (Bass). Die Bandmitglieder waren damals zwischen 13 und 16 Jahre alt und besuchten dieselbe Schule.
Nach vielen Auftritten, dem Gewinn diverser Bandwettbewerbe und erster meist selbstveröffentlichter Werke, unter anderem der von Kerrang gelobten EP Vexed, unterschrieben Marmozets im Jahr 2013 einen Vertrag mit Roadrunner Records.
Auf ihrem neuen Label erschien zuerst eine Single namens Move, Shake, Hide. Im Jahr 2014 folgten Why Do You Hate Me? und Captivate You. Im September 2014 kam mit The Weird and Wonderful Marmozets das erste volle Album der Band heraus. Auf Metacritic erreichte das Werk eine Wertung von 86/100 und in ihrem Heimatland Platz 25 der Charts.
Im Jahr 2017 erschienen die Singles Play und Habits, beides Auskopplungen aus ihrem zweiten Album Knowing What You Know Now, das am 26. Januar 2018 erschien.

## Diskografie
Alben

| Jahr | Titel Musiklabel                                     | Höchstplatzierung, Gesamtwochen, AuszeichnungChartsChartplatzierungen (Jahr, Titel, Musiklabel, Platzierungen, Wochen, Auszeichnungen, Anmerkungen) | Anmerkungen                              |
| Jahr | Titel Musiklabel                                     | UK | Anmerkungen                              |
| ---- | ---------------------------------------------------- | --- | ---------------------------------------- |
| 2014 | The Weird and Wonderful Marmozets Roadrunner Records | UK25 (2 Wo.)UK | Erstveröffentlichung: 29. September 2014 |
| 2018 | Knowing What You Know Now Roadrunner Records         | UK23 (1 Wo.)UK | Erstveröffentlichung: 26. Januar 2018    |

Singles
- Good Days (2012)
- Born Young and Free (2013)
- Move Shake Hide (2013)
- Why Do You Hate Me? (2014)
- Captivate You (2014)
- Play (2017)
- Habits (2017)

## Belege
1. ↑  Bradford Telegraph & Argus: Band in Proms honour
2. ↑  Leeds Music Scene: Marmozets
3. ↑  blabbermouth.net: MARMOZETS Sign With ROADRUNNER RECORDS
4. ↑  Metacritic: The Weird and Wonderful
5. ↑  Marmozets have dropped a brand new banger ‘Habits’, and announced details of their second album
6. ↑  Metacritic: Knowing What You Know Now